# دسر کمال پاشا
دسر کمال پاشا (ترکی استانبولی: Kemalpaşa tatlısı) یک دسر ترکی است. این دسر از ناحیه مصطفی کمال پاشا در استان بورسا در ترکیه سرچشمه می‌گیرد و به‌طور سنتی با استفاده از انواع پنیر مخصوص منطقه درست می‌شود.
این دسر از خمیر آرد، پنیر بدون نمک، بلغور، تخم مرغ، آب و بکینگ پودر تهیه می‌شود. خمیر را به صورت گلوله‌های کوچک درمی‌آورند که سرخ شده و سپس در شربت قرار می‌دهند. می‌توان آن را به صورت تازه یا بسته‌بندی شده مصرف کرد. به صورت بسته‌بندی شده، اغلب در جعبه‌های ۲۴–۵۰ قسمتی فروخته می‌شود. در زمستان با خامه و در تابستان با بستنی سرو می‌شود.